# Алексеевка (Меловский район)
Алексе́евка (укр. Олексіївка) — село в Меловской поселковой общине Старобельского района Луганской области Украины. До административной реформы 17 июля 2020 года входила в Меловский поселковый совет Меловского района.
Население по переписи 2001 года составляло 32 человека. Почтовый индекс — 92504. Телефонный код — 6465. Занимает площадь 0,38 км². Код КОАТУУ — 4422855103.

## Местный совет
92500, Луганская область, Старобельский район, посёлок городского типа Меловое, улица Луначарского, дом 73.